# John Kanzius
John S. Kanzius (1 de março de 1944 – 18 de fevereiro de 2009) foi um inventor americano, engenheiro de rádio e televisão.
Ele foi o inventor de um método para tratar o câncer, sem efeitos colateterais e sem a necessidade de cirurgia ou medicamentos.
Ele também inventou um dispositivo para inflamar o gás hidrogênio em soluções de água e sal através de microondas.